# ドール=ガール
『ドール＝ガール』は、原作のぞみえるつきよ、作画たちばな真未の漫画。通称『ドルガル』。小学館の『小学四年生』に、2000年度版と2001年度の二度に渡り短期連載されたあと、2003年には『りぼん』の増刊に読み切りが掲載された。
2014年に「スタジオ＋マイアディーガ」として活動を再開し、2003年秋のりぼんびっくり大増刊号に掲載された作品の続編となる「第二幕 よみがえる人形」を電子書籍として配信開始。
その後現在進行で続編を発表し、電子版およびオンデマンドの製本版として配信中。
なお、2000年9月号の前後編を始め、同年冬の前後編、隔月前後編連載が始まった2001年から最終回までの全話は「ドール=ガール0(ゼロ)」として、総集編に完全収録されている。
基本設定は、人形が大好きな女の子「樫ノ木まこ」と動く人形「キキ」の話である。年度ごとに第一話があり、設定が異なっている。現在の設定は2003年の『りぼん』増刊に掲載された読み切りを基にしており、まこは中学2年生になっている。